# Chapelle de Paattionlehto
La chapelle du cimetiere de Paattionlehto est une chapelle funeraire luthérienne évangélique située dans le quartier de Paattio à Kemi en Finlande.

## Présentation
Le bâtiment, conçu par Osmo Sipari et Erkki Kairamo, est terminé en 1960.
L'église en briques et béton crépis est de style moderne. 
La nef peut recevoir 250 personnes. 
Le retable peint en 1953 par Erkki Koponen pour l'église de Kemi est installé en 1987 dans la chapelle.
L'orgue à 14-jeux est livré en 1961 par la fabrique d'orgues de Kangasala. 
La chapelle est rénovée en 1993.

## Galerie

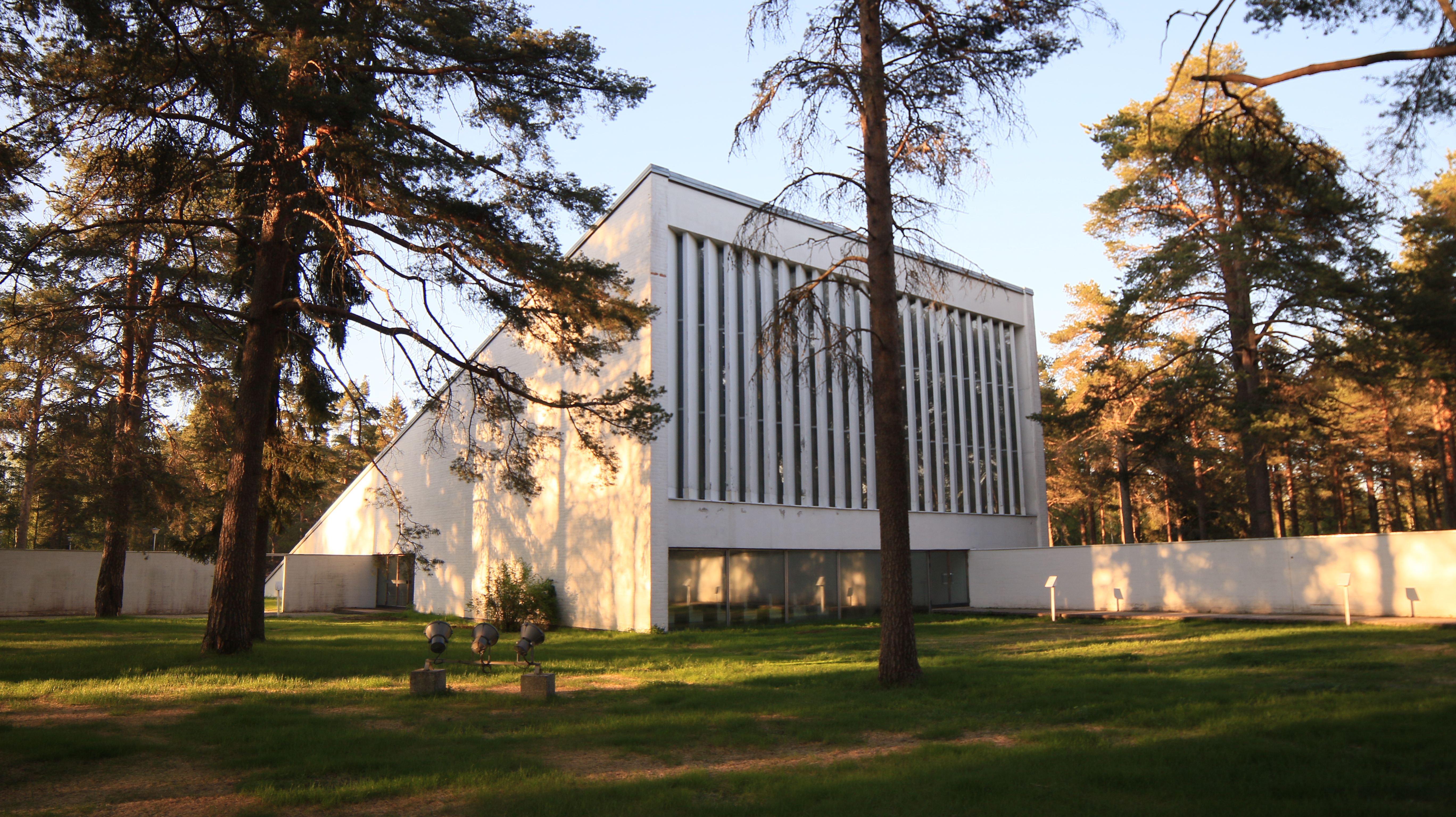
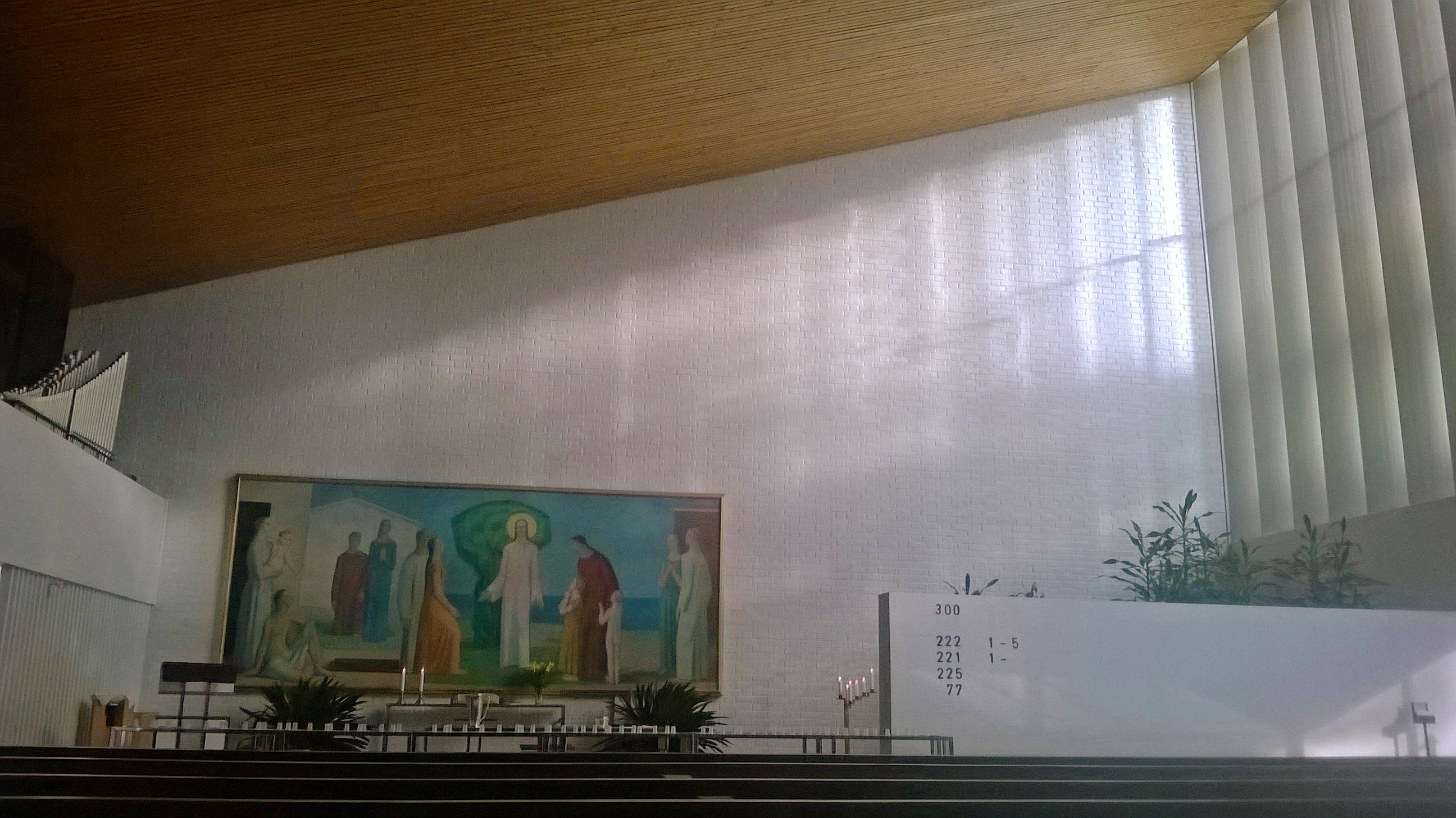
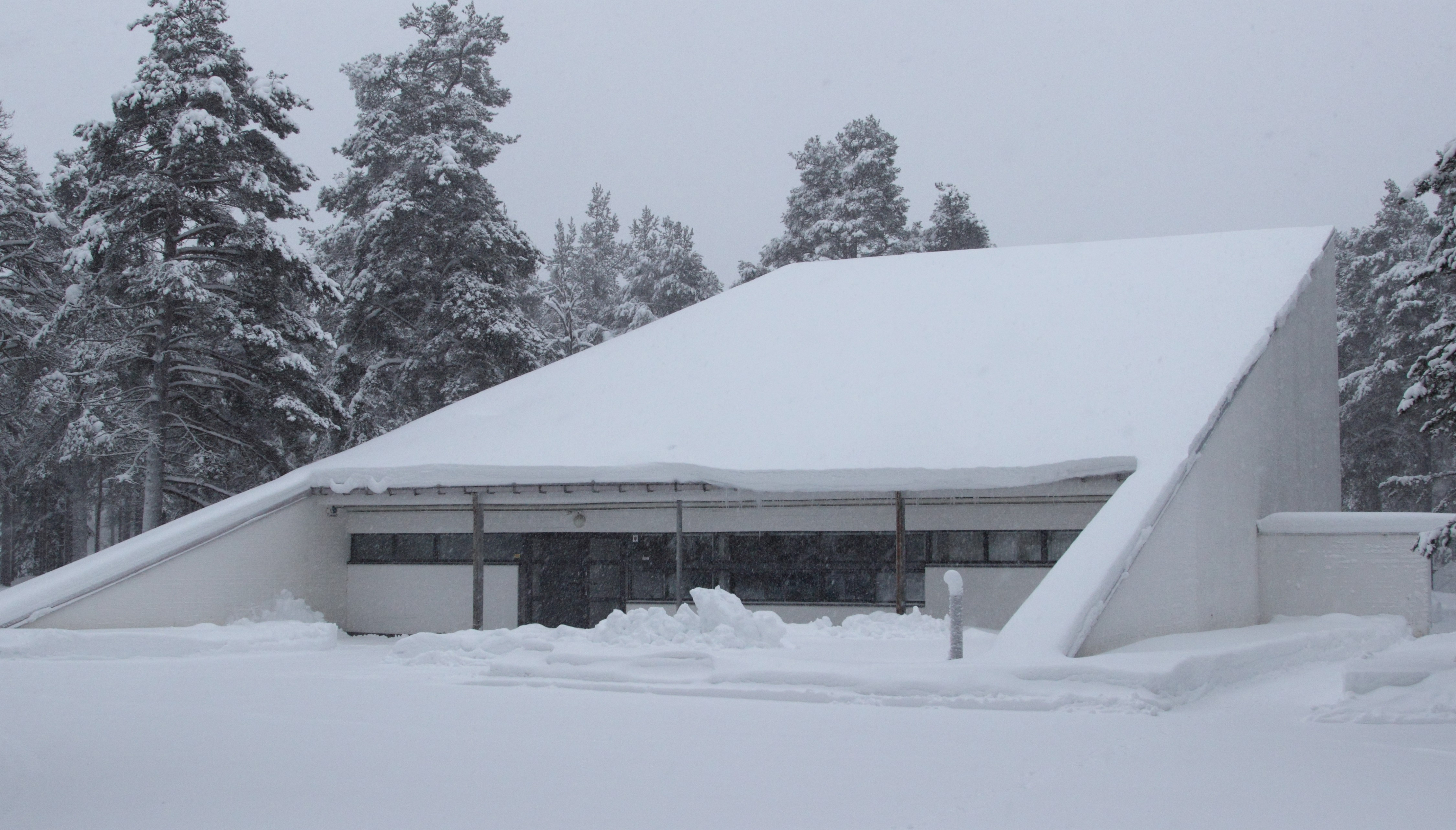
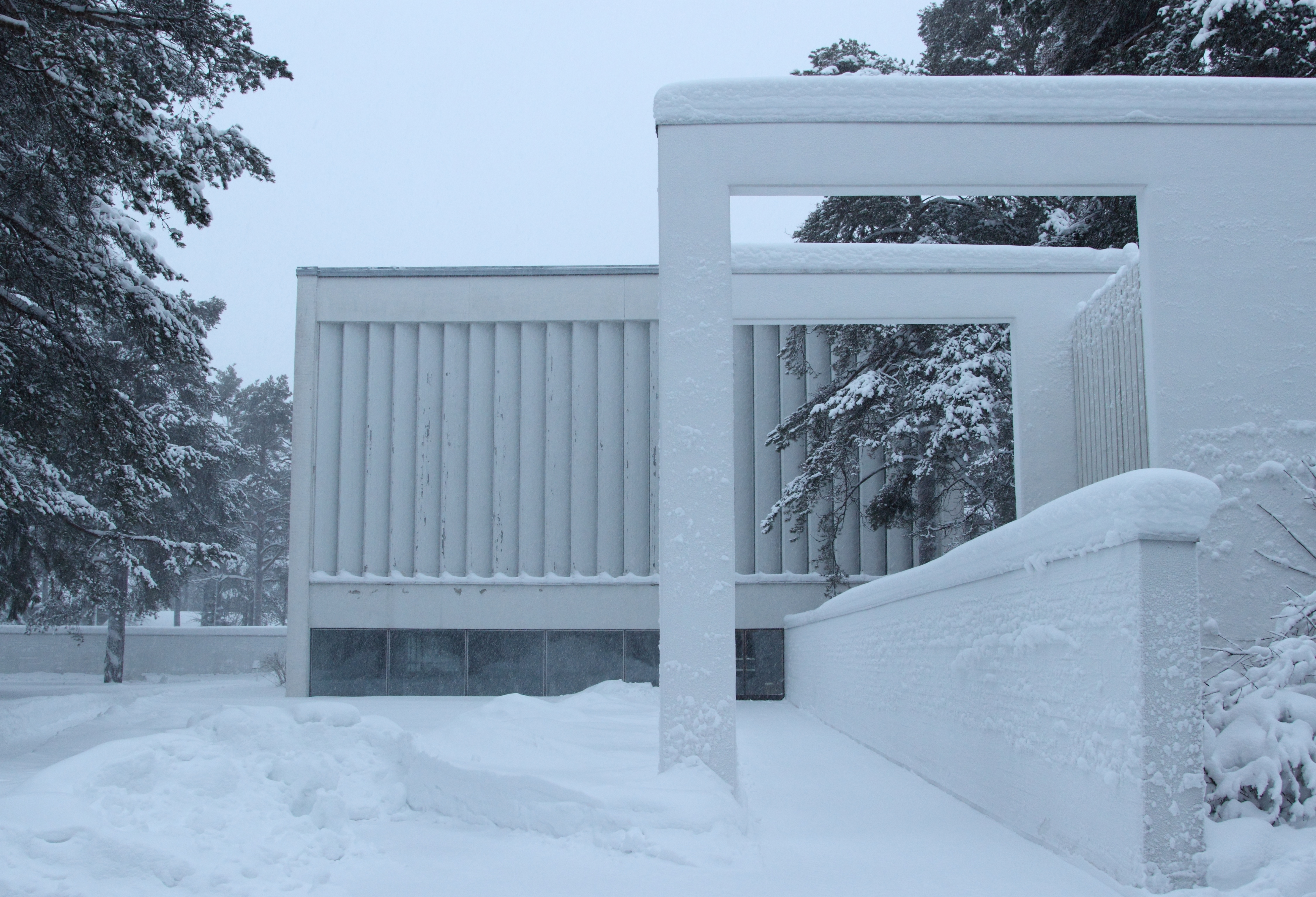